# Elisabeth Groll
Elisabeth Groll (* 1987) ist eine ehemalige deutsche Naturbahnrodlerin. Die mehrfache deutsche Juniorenmeisterin nahm von 2002 bis 2005 an sechs Weltcuprennen teil und startete bei der Europameisterschaft 2006.

## Karriere
Elisabeth Groll startete am 12. Januar 2002 in Umhausen zum ersten Mal in einem Weltcuprennen. Sie konnte jedoch im zweiten Durchgang nicht mehr antreten, weshalb sie bei ihrem Debüt ohne Ergebnis blieb. Eine Woche später gewann sie mit Platz 14 in Hüttau ihre ersten Weltcuppunkte. Bei der Ende Februar ausgetragenen Juniorenweltmeisterschaft 2002 in Gsies musste sie wieder einen Ausfall hinnehmen, da ihr im ersten Wertungslauf das Horn der Rodel brach.
Im nächsten Winter startete Groll bei keinen Weltcuprennen, sondern nahm nur an der Junioreneuropameisterschaft 2003 in Kreuth teil, wo sie mit Rang 15 eine Platzierung im hinteren Mittelfeld erzielte. Die nächsten Weltcuprennen fuhr Groll in der Saison 2003/2004. Sie startete in drei der sechs Rennen, konnte sich kontinuierlich steigern und erreichte mit Platz 14 beim Finale in Aurach ihr bestes Saisonergebnis, womit sie 17. im Gesamtweltcup wurde. Bei der Juniorenweltmeisterschaft 2004 in Kindberg erzielte sie als 13. neuerlich eine Platzierung im hinteren Mittelfeld; an der Junioreneuropameisterschaft 2005 im russischen Kandalakscha nahm sie nicht teil.
Ihr letztes und in der Saison 2004/2005 einziges Weltcuprennen bestritt Groll am 8. Januar 2005 in Unterammergau. Sie belegte unter 16 Starterinnen den 14. Platz. Im nächsten Winter kam Groll dann allerdings bei der Europameisterschaft 2006 in Umhausen zum Einsatz, wo sie unter 21 Starterinnen den 15. Platz erzielte. Ihr letztes internationales Rennen war die drei Wochen später ausgetragene Juniorenweltmeisterschaft in Garmisch-Partenkirchen, wo sie ebenfalls auf Rang 15 fuhr.

## Erfolge

### Europameisterschaften
- Umhausen 2006: 15. Einsitzer

### Juniorenweltmeisterschaften
- Kindberg 2004: 13. Einsitzer
- Garmisch-Partenkirchen 2006: 15. Einsitzer

### Junioreneuropameisterschaften
- Kreuth 2003: 15. Einsitzer

### Weltcup
- 3 Top-15-Platzierungen